# Follow Me (Hardwell)
Follow Me è un brano musicale pubblicato dal disc jockey olandese Hardwell, eseguito in accoppiata con il cantante americano Jason Derulo. Il brano è stato reso disponibile per il download digitale dal 6 agosto 2015 dalla Central Station Records e pubblicato come singolo estratto dall'album di debutto United We Are.